# جريس خشن
الجُرَيس الخشن أو كف مريم (الاسم العلمي: Campanula trachelium) نوع نباتي ينتمي إلى جنس الجريس من الفصيلة الجريسية.

## الموئل والانتشار
موطنه بلاد الشام والمغرب العربي وكل مناطق أوروبا تقريبا.

## مرادفات للاسم العلمي
- (باللاتينية: Campanula athoa Boiss. & Heldr.)
- (باللاتينية: Campanula urticifolia F. W. Schmidt)
- (باللاتينية: Campanula trachelium subsp. athoa (Boiss. & Heldr.) Hayek)